# Anoplus setulosus
Anoplus setulosus är en skalbaggsart som beskrevs av Kirsch 1870. Anoplus setulosus ingår i släktet Anoplus, och familjen vivlar. Arten har ej påträffats i Sverige.